# 平均趨向指數
平均趨向指數(average directional movement index, ADX)是由 J. Welles Wilder 於1978年研發出來，代表價格趨勢強度的指標。ADX已經被廣泛用於技術分析，是在許多投資平台都有提供的標準指標之一。

## 計算方式
ADX是另外兩個由Wilder研發的指標，正趨向指數(+DI) 與負趨向指數(-DI)。 ADX可藉由結合兩者後以移動平均方式平滑得到。
要計算+DI與-DI，會用到各週期(通常為日)內的最高價、最低價與收盤價。

先計算趨向移動量(+DM與-DM)
上升量 = 當日最高價 - 昨日最高價
下降量 = 昨日最低價 - 當日最低價
若 上升量 > 下降量 且 上升量 > 0， 則 +DM = 上升量 ， 否則 +DM = 0

若 上升量 < 下降量 且 下降量 > 0， 則 -DM = 下降量， 否則 -DM = 0
+DI 與 -DI 依據所選擇的週期長度(Wider當時使用14天為週期)
+DI = 100 × [+DM的移動平均] ÷ 真實波動幅度均值

-DI = 100 × [-DM的移動平均] ÷ 真實波動幅度均值
移動平均以所選的週期長度計算，真實波動幅度均值(ADX)是平滑過的真實波動幅度(DX)：
ADX = 100 × (+DI − -DI)絕對值的(平滑移動平均) ÷ (+DI + -DI)
所得值得不同通常與使用不同的移動平均方式有關係，如指數移動平均，加權移動平均或自適化移動平均adaptive moving average。

## 解讀方式
ADX 無法表現趨勢方向，只能表現出趨勢的強弱。 他是一個落後指標，意即必須先有一個趨勢成形ADX才會出現訊號。ADX值範圍落在0到100之間，通常在20以下表示趨勢偏弱、40以上表示趨勢強，50以上表示極強。 但該指標也存在其他解讀方式，例如ADX也是一個可靠的同步指標，在ADX<20後通常伴隨著趨勢的結束。 ADX的大小正比於趨勢的坡度，而ADX的坡度則正比於價格移動的加速度。在趨勢穩定上升/下降時，ADX便傾向於維持水平。